# سید عماد حسینی
سید عماد حسینی (زادهٔ ۱۳۵۱ در قروه) نمایندهٔ کُرد و اهل‌سنت حوزهٔ انتخابیهٔ قروه و دهگلان در دورهٔ هفتم و دورهٔ هشتم مجلس شورای اسلامی بوده‌است.
حسینی در مهرماه ۱۳۹۲ با حکم بیژن نامدار زنگنه به سمت معاونت مهندسی وزارت نفت منصوب شد. در سال ۱۳۹۴ با حکمی که از سیدمحمدرضا آیت اللهی، مدیرعامل شستا دریافت کرد به عنوان رئیس هیئت مدیره تاپیکو منصوب شد.حسینی در حال حاضر ریاست هیئت مدیره شرکت نفت خزر را برعهده دارد.

## تحصیلات
سید عماد حسینی دارای مدرک کارشناسی مهندسی پتروشیمی از دانشگاه صنعتی امیرکبیر (پلی تکنیک تهران) و کارشناسی ارشد از دانشگاه کلگری کانادا می باشد. وی دارای دکترای مهندسی آینده پژوهی از دانشگاه صنعتی امیرکبیر(پلی تکنیک تهران) است که رساله ایشان طراحی مدل یکپارچه مخازن نفت و گاز ایران در افق ۱۴۱۰ می باشد.

## دوران نمایندگی مجلس
او در مجالس هفتم و هشتم سخنگوی کمیسیون انرژی مجلس و همچنین رئیس مجمع نمایندگان استان کردستان را برعهده داشت  و عضو فراکسیون اهل‌سنت مجلس شورای اسلامی بود.
ریاست گروه دوستی ایران- کره جنوبی و سنگاپور در مجلس هفتم وایران- روسیه و اوکراین در مجلس هشتم عهده‌دار بودند. ریاست کارگروه تدوین قانون نفت، قانون اختیارات و وظایف وزارت نفت و قانون اصلاح الگوی مصرف انرژی از دیگر اقداماتش در حوزه قانونگذاری بودند.

## سایر فعالیت ها
بعد از اتمام دوره نمایندگی در مجلس هشتم حسینی در مؤسسه مطالعات بین‌المللی انرژی به‌عنوان عضو هیئت علمی و معاون پژوهشی مؤسسه مشغول فعالیت شد. دبیری شورای پژوهشی و ریاست اتاق فکر و ریاست پژوهشکده فناوری مؤسسه از دیگر فعالیتهای وی بشمار می‌رود. بعد از روی کار آمدن دولت تدبیر وامید از سوی مهندس بیژن زنگنه وزیر نفت ایران به‌عنوان معاون وزیر نفت در امور مهندسی منصوب شدند.  علاوه بر معاونت وزیر، با حکم وزیر عضو ستاد مبارزه با مفاسد اقتصادی وزارت نفت و عضو شورای مرکزی ورزش وزارتخانه و همچنین رئیس کمیته راهبری مدیریت خوردگی، بازرسی فنی و مدیریت داراییهای فیزیکی وزارت نفت را عهده‌دار شدند. ریاست هیئت امنای مؤسسه فرهنگی ورزشی نفت تهران که باشگاه فوتبال نفت تهران از زیر مجموعه‌های آن بشمار می‌رود را نیز بعهده دارند.